# قال ذلك بنفسه (مغالطة)

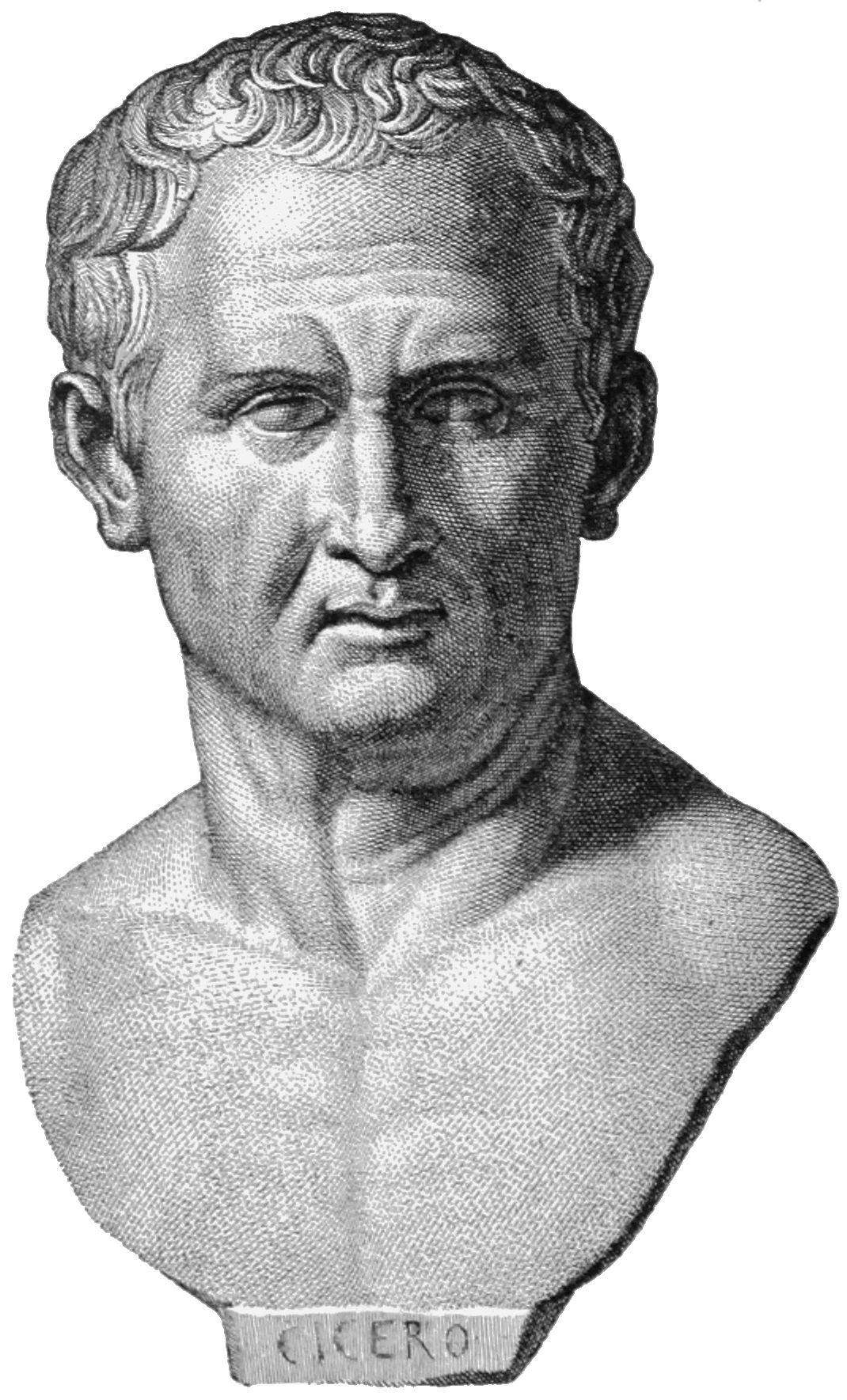

قال ذلك بنفسه هو تأكيد دون وجود دليل، أو تعبير جازم عن الرأي.
إن مغالطة الدفاع عن الاقتراح من خلال التأكيد على أن (الفكرة يجب أن تُقبل كما هي) هي تشويه الحجة من خلال الانسحاب منها تمامًا: يعلن المدعي أن القضية حقيقة ثابتة وليست قابلة للتغيير.

## التاريخ
يأتي الشكل اللاتيني للمصطلح من الفيلسوف الروماني ماركوس توليوس شيشرون (106 - 43 قبل الميلاد) في دراساته اللاهوتية تحت عنوان (عن طبيعة الآلهة)، وهي مغالطة توسل بالمرجعية قدمها تلاميذ فيثاغورس عند احتكامهم لأقوال المرجع بدلاً من الاحتكام للعقل أو الأدلة.
استخدم بعض الطلاب في بداية القرن السابع عشر مصطلح (قال ذلك بنفسه) لتبرير طرحهم في موضوع حيث استخدمت الحجج من قبل الفيلسوف اليوناني القديم أرسطو (384 – 322 قبل الميلاد).
قام جيرمي بنثام في أواخر القرن الثامن عشر بصياغة مصطلح ينطبق على جميع الحجج السياسية غير النفعية.

## الاستخدام القانوني
استخدم المصطلح في القرارات القانونية والإدارية الحديثة بشكل عام كنقد للحجج المستندة فقط على سلطة فرد أو منظمة. على سبيل المثال: في قضية رفعتها الرابطة الوطنية لتجار الإطارات ضد براينغار، اعتبر القاضي ويلكي أن «بيان وزير النقل الذي يضم سبب استنتاجه أن الاحتياجات العملية غير مقبولة هو مغالطة، حيث يجب على المحكمة الموافقة لمجرد أنه قال ذلك».
اعترفت المحكمة العليا في الولايات المتحدة الأمريكية في عام 1997 بمشكلة «أدلة الرأي التي ترتبط بالبيانات الموجودة فقط هي نوع من مغالطة قال ذلك بنفسه». اقرت المحكمة العليا في تكساس «مطالبة بعدم الحكم في قضية بناء على مجرد كلام الشاهد المعتمد».
قال أبراهام لنكولن ضمن خطابه في فريبورت في إلينوي خلال النقاش المشترك الثاني مع دوغلاس في عام 1858:
{{سوف اتطرق لنقطة أو نقطتين لأن وقتي سينتهي قريبًا، لكن يجب ان تسمحوا لي بالقول أنّ اقوال دوجلاس تتكرر مرة أخرى كما حدث في مناسبة او مناسبتين سابقًا عن شناعة لنكولن، بناءً على اطلاقه تهمة التآمر (مغالطة قال ذلك بنفسه) على عدد كبير من أعضاء الكونغرس والمحكمة العليا واثنين من الرؤساء لجعل العبودية أمرًا قوميًا. أريد أن أقول أنّه أولا: لم أطلق أي تهمة من هذا النوع من المغالطات. انما قمت بتجميع الأدلة التي تثبت ذلك وقدمتها للآخرين قائلا ما أعتقد أنه يثبت ذلك، لكني قدمت الأدلة سواء أثبتت ذلك أم لا. هذا بالضبط ما قمت بفعله. أنا لم أطلق اي تهمة كمغالطة (قال ذلك بنفسه) على الإطلاق».}}